# Moutiers-au-Perche
Moutiers-au-Perche és un municipi francès situat al departament de l'Orne i a la regió de Normandia. L'any 2007 tenia 444 habitants.

## Demografia

### Població
El 2007 la població de fet de Moutiers-au-Perche era de 444 persones. Hi havia 196 famílies de les quals 72 eren unipersonals (28 homes vivint sols i 44 dones vivint soles), 68 parelles sense fills, 52 parelles amb fills i 4 famílies monoparentals amb fills.
La població ha evolucionat segons el següent gràfic:
Habitants censats

### Habitatges
El 2007 hi havia 346 habitatges, 205 eren l'habitatge principal de la família, 127 eren segones residències i 14 estaven desocupats. 343 eren cases i 3 eren apartaments. Dels 205 habitatges principals, 169 estaven ocupats pels seus propietaris, 32 estaven llogats i ocupats pels llogaters i 4 estaven cedits a títol gratuït; 1 tenia una cambra, 19 en tenien dues, 42 en tenien tres, 57 en tenien quatre i 86 en tenien cinc o més. 183 habitatges disposaven pel capbaix d'una plaça de pàrquing. A 111 habitatges hi havia un automòbil i a 79 n'hi havia dos o més.

### Piràmide de població
La piràmide de població per edats i sexe el 2009 era:
| Homes | Edats   | Dones |
| ----- | ------- | ----- |
| 0     | 95 o +  | 0     |
| 0     | 90 a 94 | 0     |
| 8     | 85 a 89 | 4     |
| 4     | 80 a 84 | 0     |
| 16    | 75 a 79 | 28    |
| 36    | 70 a 74 | 32    |
| 8     | 65 a 69 | 16    |
| 12    | 60 a 64 | 16    |
| 16    | 55 a 59 | 16    |
| 28    | 50 a 54 | 12    |
| 24    | 45 a 49 | 20    |
| 16    | 40 a 44 | 16    |
| 20    | 35 a 39 | 8     |
| 4     | 30 a 34 | 8     |
| 8     | 25 a 29 | 12    |
| 12    | 20 a 24 | 0     |
| 16    | 15 a 19 | 4     |
| 4     | 10 a 14 | 16    |
| 4     | 5 a 9   | 8     |
| 4     | 0 a 4   | 12    |

## Economia
El 2007 la població en edat de treballar era de 258 persones, 173 eren actives i 85 eren inactives. De les 173 persones actives 160 estaven ocupades (89 homes i 71 dones) i 13 estaven aturades (6 homes i 7 dones). De les 85 persones inactives 36 estaven jubilades, 17 estaven estudiant i 32 estaven classificades com a «altres inactius».

### Ingressos
El 2009 a Moutiers-au-Perche hi havia 201 unitats fiscals que integraven 436 persones, la mediana anual d'ingressos fiscals per persona era de 16.345,5 €.

### Activitats econòmiques
Dels 27 establiments que hi havia el 2007, 3 eren d'empreses alimentàries, 2 d'empreses de fabricació d'altres productes industrials, 7 d'empreses de construcció, 5 d'empreses de comerç i reparació d'automòbils, 3 d'empreses d'hostatgeria i restauració, 1 d'una empresa d'informació i comunicació, 1 d'una empresa financera, 1 d'una empresa immobiliària, 2 d'entitats de l'administració pública i 2 d'empreses classificades com a «altres activitats de serveis».
Dels 7 establiments de servei als particulars que hi havia el 2009, 1 era un taller de reparació d'automòbils i de material agrícola, 3 paletes, 1 fusteria, 1 empresa de construcció i 1 perruqueria.
Dels 3 establiments comercials que hi havia el 2009, 2 eren fleques i 1 una fleca.
L'any 2000 a Moutiers-au-Perche hi havia 29 explotacions agrícoles que ocupaven un total de 1.738 hectàrees.

## Poblacions més properes
El següent diagrama mostra les poblacions més properes.